# Copa Davis de 2012 - Zona das Américas
A Zona das Américas é uma das 3 zonas regionais da Copa Davis.

## Participantes
| Grupo I - Brasil - Chile - Colômbia - Equador - Peru - Uruguai | Grupo II - Barbados - Bolívia - República Dominicana - El Salvador - México - Paraguai - Porto Rico - Venezuela | Grupo III - Aruba - Bahamas - Costa Rica - Guatemala - Haiti - Honduras - Jamaica - Panamá - Trinidad e Tobago - Ilhas Virgens Americanas |

## Disputas Grupo I
|                                              | 2ª Rodada Play-offs 14 - 16 de setembro 19 - 21 de outubro | 2ª Rodada Play-offs 14 - 16 de setembro 19 - 21 de outubro | 2ª Rodada Play-offs 14 - 16 de setembro 19 - 21 de outubro |                                              |  | 1ª Rodada Play-offs 14 - 16 de setembro | 1ª Rodada Play-offs 14 - 16 de setembro | 1ª Rodada Play-offs 14 - 16 de setembro |  |                     | 1ª Rodada 10 - 12 de fevereiro | 1ª Rodada 10 - 12 de fevereiro | 1ª Rodada 10 - 12 de fevereiro |                  |                                                           | 2ª Rodada 6 - 8 de abril                                  | 2ª Rodada 6 - 8 de abril                                  | 2ª Rodada 6 - 8 de abril                                  |                                                           |                               |
|                                              |                                                            |                                                            |                                                            |                                              |  |                                         |                                         |                                         |  |                     |                                |                                |                                |                  |                                                           |                                                           |                                                           |                                                           |                                                           |                               |
|                                              |                                                            |                                                            |                                                            |                                              |  |                                         |                                         |                                         |  |                     |                                |                                |                                |                  |                                                           |                                                           |                                                           |                                                           |                                                           |                               |
|                                              |                                                            |                                                            |                                                            |                                              |  |                                         |                                         |                                         |  |                     | 1                              | Chile                          |                                |                  |                                                           |                                                           |                                                           |                                                           |                                                           |                               |
|                                              |                                                            |                                                            |                                                            |                                              |  |                                         |                                         |                                         |  |                     |                                | bye                            |                                |                  |                                                           | Montevidéu, Uruguai                                       | Montevidéu, Uruguai                                       | Montevidéu, Uruguai                                       | Montevidéu, Uruguai                                       | Montevidéu, Uruguai           |
|                                              |                                                            |                                                            |                                                            |                                              |  |                                         |                                         |                                         |  |                     |                                |                                |                                |                  | 1                                                         | Chile                                                     | 3                                                         |                                                           |                                                           |                               |
|                                              |                                                            |                                                            |                                                            |                                              |  |                                         | Peru                                    |                                         |  | Montevidéu, Uruguai | Montevidéu, Uruguai            | Montevidéu, Uruguai            | Montevidéu, Uruguai            |                  |                                                           | Uruguai                                                   | 1                                                         |                                                           |                                                           |                               |
|                                              |                                                            |                                                            |                                                            |                                              |  |                                         |                                         |                                         |  |                     | Peru                           | 1                              |                                |                  |                                                           |                                                           |                                                           |                                                           |                                                           |                               |
|                                              |                                                            |                                                            |                                                            |                                              |  |                                         |                                         |                                         |  |                     | Uruguai                        | 3                              |                                |                  |                                                           |                                                           |                                                           |                                                           |                                                           |                               |
|                                              |                                                            | Peru                                                       | 1                                                          |                                              |  |                                         |                                         |                                         |  |                     |                                |                                |                                |                  |                                                           |                                                           |                                                           |                                                           |                                                           |                               |
|                                              |                                                            | Equador                                                    | 4                                                          |                                              |  |                                         |                                         |                                         |  | Salinas, Equador    | Salinas, Equador               | Salinas, Equador               | Salinas, Equador               | Salinas, Equador |                                                           |                                                           |                                                           |                                                           |                                                           |                               |
|                                              |                                                            |                                                            |                                                            |                                              |  |                                         |                                         |                                         |  |                     |                                | Equador                        | 1                              |                  |                                                           |                                                           |                                                           |                                                           |                                                           |                               |
|                                              |                                                            |                                                            |                                                            |                                              |  |                                         |                                         |                                         |  |                     |                                | Colômbia                       | 4                              |                  |                                                           | São José do Rio Preto, Brasil                             | São José do Rio Preto, Brasil                             | São José do Rio Preto, Brasil                             | São José do Rio Preto, Brasil                             | São José do Rio Preto, Brasil |
|                                              |                                                            |                                                            |                                                            |                                              |  | Equador                                 |                                         |                                         |  |                     |                                |                                |                                |                  | Colômbia                                                  | 1                                                         |                                                           |                                                           |                                                           |                               |
|                                              |                                                            |                                                            |                                                            |                                              |  |                                         |                                         |                                         |  |                     |                                |                                |                                |                  | 2                                                         | Brasil                                                    | 3                                                         |                                                           |                                                           |                               |
|                                              |                                                            |                                                            |                                                            |                                              |  |                                         |                                         |                                         |  |                     | bye                            |                                |                                |                  |                                                           |                                                           |                                                           |                                                           |                                                           |                               |
|                                              |                                                            |                                                            |                                                            |                                              |  |                                         |                                         |                                         |  |                     | 2                              | Brasil                         |                                |                  |                                                           |                                                           |                                                           |                                                           |                                                           |                               |
| Peru está rebaixado para o Grupo II em 2013. | Peru está rebaixado para o Grupo II em 2013.               | Peru está rebaixado para o Grupo II em 2013.               | Peru está rebaixado para o Grupo II em 2013.               | Peru está rebaixado para o Grupo II em 2013. |  |                                         |                                         |                                         |  |                     |                                |                                |                                |                  | Chile e Brasil avançam para a Repescagem do Grupo Mundial | Chile e Brasil avançam para a Repescagem do Grupo Mundial | Chile e Brasil avançam para a Repescagem do Grupo Mundial | Chile e Brasil avançam para a Repescagem do Grupo Mundial | Chile e Brasil avançam para a Repescagem do Grupo Mundial |                               |

## Disputas Grupo II
|                                                    | Play-offs 6 - 8 de abril                           | Play-offs 6 - 8 de abril                           | Play-offs 6 - 8 de abril                           |                                                    |                          | 1ª Rodada 10 - 12 de fevereiro      | 1ª Rodada 10 - 12 de fevereiro      | 1ª Rodada 10 - 12 de fevereiro      |                                     |                                     | 2ª Rodada 6 - 8 de abril | 2ª Rodada 6 - 8 de abril | 2ª Rodada 6 - 8 de abril |                          |                                                   | 3ª Rodada 14 - 16 de setembro                     | 3ª Rodada 14 - 16 de setembro                     | 3ª Rodada 14 - 16 de setembro                     |                                                   |                                                  |
|                                                    |                                                    |                                                    |                                                    |                                                    |                          |                                     |                                     |                                     |                                     |                                     |                          |                          |                          |                          |                                                   |                                                   |                                                   |                                                   |                                                   |                                                  |
|                                                    |                                                    |                                                    |                                                    |                                                    |                          | Saint Michael, Barbados             |                                     |                                     |                                     |                                     |                          |                          |                          |                          |                                                   |                                                   |                                                   |                                                   |                                                   |                                                  |
|                                                    |                                                    |                                                    |                                                    |                                                    |                          | 1                                   | Paraguai                            | 2                                   |                                     |                                     |                          |                          |                          |                          |                                                   |                                                   |                                                   |                                                   |                                                   |                                                  |
|                                                    | Ciudad Merliot, El Salvador                        | Ciudad Merliot, El Salvador                        | Ciudad Merliot, El Salvador                        | Ciudad Merliot, El Salvador                        |                          |                                     | Barbados                            | 3                                   |                                     |                                     | Cidade do México, México | Cidade do México, México | Cidade do México, México | Cidade do México, México | Cidade do México, México                          |                                                   |                                                   |                                                   |                                                   |                                                  |
|                                                    | 1                                                  | Paraguai                                           | 2                                                  |                                                    |                          |                                     |                                     |                                     |                                     |                                     | Barbados                 | 0                        |                          |                          |                                                   |                                                   |                                                   |                                                   |                                                   |                                                  |
|                                                    |                                                    | El Salvador                                        | 3                                                  |                                                    | Cidade do México, México | Cidade do México, México            | Cidade do México, México            | Cidade do México, México            |                                     | 3                                   | México                   | 5                        |                          |                          |                                                   |                                                   |                                                   |                                                   |                                                   |                                                  |
|                                                    |                                                    |                                                    |                                                    |                                                    | 3                        | México                              | 5                                   |                                     |                                     |                                     |                          |                          |                          |                          |                                                   |                                                   |                                                   |                                                   |                                                   |                                                  |
|                                                    |                                                    |                                                    |                                                    |                                                    |                          |                                     | El Salvador                         | 0                                   |                                     |                                     |                          |                          |                          |                          |                                                   | Santiago de los Caballeros, República Dominicana  | Santiago de los Caballeros, República Dominicana  | Santiago de los Caballeros, República Dominicana  | Santiago de los Caballeros, República Dominicana  | Santiago de los Caballeros, República Dominicana |
|                                                    |                                                    |                                                    |                                                    |                                                    |                          |                                     |                                     |                                     |                                     |                                     |                          |                          |                          |                          |                                                   | 3                                                 | México                                            | 2                                                 |                                                   |                                                  |
|                                                    |                                                    |                                                    |                                                    |                                                    |                          | Santo Domingo, República Dominicana | Santo Domingo, República Dominicana | Santo Domingo, República Dominicana | Santo Domingo, República Dominicana | Santo Domingo, República Dominicana |                          |                          |                          |                          |                                                   | 4                                                 | República Dominicana                              | 3                                                 |                                                   |                                                  |
|                                                    |                                                    |                                                    |                                                    |                                                    |                          |                                     | Bolívia                             | 1                                   |                                     |                                     |                          |                          |                          |                          |                                                   |                                                   |                                                   |                                                   |                                                   |                                                  |
|                                                    | Humacao, Porto Rico                                | Humacao, Porto Rico                                | Humacao, Porto Rico                                | Humacao, Porto Rico                                |                          | 4                                   | República Dominicana                | 4                                   |                                     |                                     | Valencia, Venezuela      | Valencia, Venezuela      | Valencia, Venezuela      | Valencia, Venezuela      | Valencia, Venezuela                               |                                                   |                                                   |                                                   |                                                   |                                                  |
|                                                    |                                                    | Bolívia                                            | 1                                                  |                                                    |                          |                                     |                                     |                                     |                                     | 4                                   | República Dominicana     | 3                        |                          |                          |                                                   |                                                   |                                                   |                                                   |                                                   |                                                  |
|                                                    |                                                    | Porto Rico                                         | 3                                                  |                                                    | Caracas, Venezuela       | Caracas, Venezuela                  | Caracas, Venezuela                  | Caracas, Venezuela                  |                                     | 2                                   | Venezuela                | 1                        |                          |                          |                                                   |                                                   |                                                   |                                                   |                                                   |                                                  |
|                                                    |                                                    |                                                    |                                                    |                                                    |                          | Porto Rico                          | 0                                   |                                     |                                     |                                     |                          |                          |                          |                          |                                                   |                                                   |                                                   |                                                   |                                                   |                                                  |
|                                                    |                                                    |                                                    |                                                    |                                                    |                          | 2                                   | Venezuela                           | 5                                   |                                     |                                     |                          |                          |                          |                          |                                                   |                                                   |                                                   |                                                   |                                                   |                                                  |
| Paraguai e Bolívia disputarão o Grupo III em 2013. | Paraguai e Bolívia disputarão o Grupo III em 2013. | Paraguai e Bolívia disputarão o Grupo III em 2013. | Paraguai e Bolívia disputarão o Grupo III em 2013. | Paraguai e Bolívia disputarão o Grupo III em 2013. |                          |                                     |                                     |                                     |                                     |                                     |                          |                          |                          |                          | República Dominicana disputará o Grupo I em 2013. | República Dominicana disputará o Grupo I em 2013. | República Dominicana disputará o Grupo I em 2013. | República Dominicana disputará o Grupo I em 2013. | República Dominicana disputará o Grupo I em 2013. |                                                  |

## Grupo III
Ocorrerá na semana do dia 18 de junho, em Tobago, Trinidad e Tobago
Equipes participantes:
| - Aruba - Bahamas - Costa Rica - Guatemala - Haiti | - Honduras - Jamaica - Panamá - Trinidad e Tobago - Ilhas Virgens Americanas |